# Giorgio Odling
Giorgio Odling (Carrara, 14 gennaio 1933 – Sanremo, 14 marzo 2007) è stato un calciatore italiano, di ruolo centromediano.

## Carriera
Cresciuto nell'Inter, dopo un anno in prestito alla Sanremese giocò in Serie A per una stagione nell'Udinese, collezionando complessivamente 6 presenze. Ha inoltre totalizzato 102 presenze in Serie B con le maglie di Taranto e Foggia.
Ha segnato due autoreti nell'incontro disputato allo Stadio Pino Zaccheria il 3 ottobre 1962 dal Foggia contro la Juventus, valido per la Coppa Italia 1962-1963.
Dopo il ritiro visse a Sanremo, dove gestì un distributore di benzina nella zona del porto.

## Palmarès

### Club

#### Competizioni nazionali
- IV Serie: 1

Reggina: 1955-1956
- Serie C: 1

Foggia: 1961-1962